# Йозеф Тил
Йозеф Кайетан Тил (на чешки: Josef Kajetán Tyl; 4 февруари 1808, Кутна Хора – 1 юли 1856, Пилзен) е значим чешки драматург, писател и актьор роден в град Кутна Хора, по това време втория по величина в Чехия и едно от огнищата на зараждашото се Чешко национално възраждане. Той е забележителна фигура в чешката национална възрожденска музика и е най-известен като автор на настоящия национален химн на Чехия, наречен Къде е моят дом (Kde domov můj?).

## Родители
Йозеф Кайетан Тил е първият роден син на Джери Тил, шивач и бивш военен свирач на обой, и съпругата му Барбора (по моминско име Краликова), дъщеря на производител на мелници и грис. Той е кръстен Йозеф Франтишек, но това име е променено на Йозеф Кайетан, когато той е миропомазан на единадесетгодишна възраст. Семейната фамилия има няколко писмени варианта – Tylly, Tylli, Tilly или Tyll, а по-късно е променена на Tyl. Йозеф Кайетан е имал един по-малък брат и три по-малки сестри, но с изключение на сестра му Анна никой от тях не оцелява до зряла възраст.

## Живот и творчество
След като завършва основното си училище, Йозеф Кайетан учи от 1822 г. в Академичното гимназиално училище в Прага, а през 1827 г. отива в гимназията в Храдец Кралове, където се среща с неговите учители водещия чешки лингвист и писател Йозеф Юнгман и драматурга Вацлав Климент Клицпера. След като завършва обучението си в гимназията 1828 г., започва да учи във Философския факултет на Карловия университет в Прага и още като студент започва да работи в театъра като накрая напуска училище, за да стане член на пътуващата компания Хилмър (Hilmer), където се запознава с Магдалена Форхайм (1803 – 1870 г.), актриса и оперна певица, която става негова съпруга през 1839 г. След две години на пътуване из околността, когато фирмата се разпада, той се връща в Прага и получава работа като счетоводител във Фурие, кабинета на 28-ия пехотен полк. През свободното си време той пише театрални пиеси и работи като актьор в Театъра на театрите и благодарение на способностите си напуска работата си в армията през 1842 г. като бива назначен на пълен работен ден в Театъра на театрите, където става режисьор, организатор и драматург на чешкия ансамбъл в иначе предимно немския театър.
Между 1833 и 1836 г. и 1840 и 1845 г. Тил е редактор на чешкото списание Jindy a nyní („Понякога и сега“), преиминувано 1834 г. на Květy české („Чешките цветя“), а през 1835 г., очевидно по инициатива на Франтишек Палацки, опростено на Květy („Цветя“), което съществува и до днес. Освен това е редактор на списанията Vlastimil („Властимил“ 1840 – 1842) и Pražský posel („Пражки пратеник“, 1846 – 1849); 1849 г. се опитва да създаде вестник Sedlské noviny („Земеделски новини“), който по-късно е забранен заради неговото политическо участие.
Тил използва няколко псевдонима, които често са получени от името на родния му град Кутна Хора като Хорски, Кутнохорски, Хорник и Витек. Най-успешния творчески период за младия писател е между 1845 и 1850 година. По това време са създадени пиесите му по теми от ежедневния живот (например Дъщерята на подпалвача (1847), драматичната приказка Гайдарят от Страконице (1847), историческите драми Миньорите от Кутна Хора (1848), Ян Хус (1848), Драгомира и нейните синове (1849). С тези произведения се смята, че са положени основите на чешката драма. Част от тях и до днес влизат в репертоара на чешките театри.
В революционната 1848 година Тил активно участва в политическия живот на Чехия и за кратко е член на австрийския парламент във Виена. Като депутат от окръг Унгощ той взима участие в заседанието на райхстага в Кремс, което създава Конституцията на страната му. Борейки се за независимостта на чешката нация от австрийско-унгарската империя, той става и член на Свети Венцеславския комитет, Славянския конгрес и участва в основаването на Славянските липи. Искът му да създаде своя собствена пътуваща театрална компания е отхвърлен и през 1851 г. Тил се присъединява към съществуващ театър и отива на турне заедно със семейството си. Театралната компания се проваля и семейството на Тил крайно обеднява. 1853 се опитва да изхрани своето голямо семейство като спечели благоразположението на монархията, но това не помага и дългът му продължава да се увеличава. По това време той прави много врагове и е отбелязан като политически ненадежден от властите и е изгонен от Театъра на театрите. След като се присъединява към Номадите на Золнер, през 1856 г. Тил живее в крайна бедност и умира на 48 години от неизвестно заболяване. Погребан е в местното гробище на Пилзен.
В негова чест са наречени театрите в Пилзен – Театър Йозеф Кайетан Тил, и Кутна Хора и гимназия в Храдец Кралове.

## Личен живот
През 1839 г. се жени за актрисата и певица Магдалена Форххайм, от която очаква дете. Бебето е родено мъртво и Магдалена не може да има други деца след това трудно раждане. Скоро той създава странен брачен триъгълник и става интимен с по-малката сестра на Магдалена – Анна Форххайм-Райска (1824 – 1903 г.). Анна му ражда девет деца, които са отгледани от съпругата му Магдалена. Към момента на смъртта си Тил имал четири непълнолетни дъщери и трима сина – Йосеф Отакар (1843 – 1907), Ян Станислав (1845 – 1890) и Франтишек (1853 – 1902), а най-малкия син Йозеф Кайетан е роден през 1856 г., малко след смъртта на Тил. Две от дъщерите, най-голямата Мари Елеонора (1848 – 1868) и Елизабет (1850 – 1909) също са актриси. След смъртта му, Анна Форххайм-Райска се омъжва за писателя и журналист Йозеф Ладислав Търновски (1837 – 1901), който по-късно става директор на Централната фондация училище, която ръководи театралната трупа след дирекцията на Прокоп.

## Театрален критик
През 1833 г. Тил основава критичния отдел в Jinda and Now, в който анализира театралните условия по онова време. Действайки и като театрален критик, той оценява отрицателно качеството на продукциите представени в Театъра на театрите. Подчертавайки че избора на отделни пиеси е субект на търговски цели, той също осъжда ниската им естетическа стойност и факта, че програмите включват преводи на чужди езици вместо само на чешки.

## Преводач на театрални пиеси
От 1831 г. Тил работи като преводач в Театъра на театрите и през живота си превежда или адаптира над 50 пиеси. В началото залага главно на романтични пиеси, но по-късно се фокусира върху репертоара на Виенския театър. Едни от първите му преведени творби са „Двамата малки“ от Игназ Франц Кастели и „Измисленият дом“ от Аугуст фон Коцебу, а също така голям брои творби на Фердинанд Раймунд и Йохан Непомук Нестрой. Тил се опитва да се отърве от еднообразието на Виена и обогатява или съкращава пиесите. Често преводите му са локализирани в чешката среда като той се опитва да ги приближи до местната аудитория. По време на този процес Тил изяснява особеностите на чешката нация. Неговата преводаческа дейност постепенно довежда до създаването на независими творби, наречени драматични образи на настоящето, известни също като пиеси за подобряване. Първата драма на Тил поставена в чешка среда през 1834 г. е Václavík Outrata a podivné příhody jeho na zemi a pod vodou („Вацлавик Извънта и неговите странни събития на земята и под водата“) – превод на Fortunatus Abenteuer zu Wasser und zu Lande („Фортунатус, приключения по суша и море“) от Йохан Вилхелм Ламберт. През 1836 г. Тил се опитва да възстанови „Kрал Лир“ от Уилям Шекспир и това е първата чешка версия на Шекспир.

## Съчинения

### Преводи
- Dědičná smlouva – Наследствен договор, драма с историческа тема в две части (премиера на 17 април 1831 г.)

### Пиеси
- Výhoň dub – Обикновената мотика, първата му неуспешна пиеса, която за известно време го обезкуражава да пише.
- Fidlovačka aneb Žádný hněv a žádná rvačka (1834 г.) – Без гняв и без сбиване, музикална пиеса с песни, една от които става химна на Чехия „Къде е моят дом“ (Kde domov muj). Тил е вдъхновен от впечатленията си от долината на река Върчице. [Предлага се като безплатна електронна книга от Градска библиотека в Прага (Městská knihovna v Praze) и Националната библиотека на Чехия (Národní knihovna ČR)]
- Čestmír
- Slepý mládenec (1836 г.) – „Слепият ерген“ [Безплатна електронна книга от Националната библиотека на Чехия (Národní knihovna ČR)]
- Zeman ze starého času aneb Cop a frak (1847 г.) – „Земан от Старото време или Коп и Фрак“, комична пиеса в четири части.

### Драматически пиеси от настоящето
- Paní Marjánka, matka pluku (1845 г.) – „Г-жа Марянек, майката на полка“ (смята се че е писана по пиесата на немски драматург Аугуст фон Коцебу Das Kind der Liebe, Детето на любовта)
- Pražský flamendr – Пражки плейбой
- Bankrotář – Фалирал
- Chudý kejklíř – Беден жонгльор
- Paličova dcera (1847 г.) – „Дъщерята на палача“. Розарка е дъщеря на Валентиан, който от отчаяние и гняв извършва палеж. Тя обвинява себе си, защото не иска братята и сестрите ѝ да изгубят баща си на кладата.

### Драматически небивалици
- Strakonický dudák aneb Hody divých žen (1847 г.) – Страконишкият гайдар, Шванда отива в чужбина за по-високи доходи, но след това осъзнава какво означава за него дома и се връща. Тил иска да осъди хората, които са отишли в чужбина. Той се опитва да подтикне идеята, че хората работят у дома, за нацията. [Безплатна електронна книга от Националната библиотека на Чехия (Národní knihovna ČR)]
- Lesní panna aneb cesta do Ameriky (1848 г.) – Девствената гора или Пътуването до Америка, същата идея за ненапускането на родната земя.
- Tvrdohlavá žena aneb zamilovaný školní mládenec (1849 г.) – Упорита жена или любимото момче от училище [Безплатна електронна книга от Националната библиотека на Чехия (Národní knihovna ČR)]
- Jiříkovo vidění (1849 г.) – Видението на Джордж [Безплатна електронна книга от Националната библиотека на Чехия (Národní knihovna ČR)]
- Čert na zemi (1850 г.) – „Дяволът на земята“ [Безплатна електронна книга от Националната библиотека на Чехия (Národní knihovna ČR)]

### Исторически пиеси
- Krvavý soud aneb kutnohorští havíři (1844 г.) – „Кървав закон или миньорите в Кутна Хора“, потискането на въстанието на миньорите в Кутна Хора през 15 век. Неговото вдъхновение е една карикатура на Смичков през 1844 г. Абат, главният герой, се опитва да разреши споровете със споразумение.
- Jan Hus (1848 г.) – „Ян Хус“, пиеса насочена срещу Църквата с доста исторически неточности като това че Хус се среща с Ян Жизка в Табор.
- Žižka z Trocnova – „Жижка от Трочен“
- Staré město a Malá strana – „Старе место и Мала страна“
- Krvavé křtiny, aneb Drahomíra a její synové – „Кървави картини или Драгомира и синовете ѝ“
- Měšťané a študenti – „Градове и ученици“

### Проза
- Dekret Kutnohorský (разказ, 1841) – „Кутнохорски декрет“ (Националната библиотека на Чехия)
- Rozina Ruthartová (разказ, 1838) – Родина Ротарт (Националната библиотека на Чехия)
- Vojta chudý čeledín – „Войта, бедният младоженец“, адаптация на романа от швейцарския автор Джеремиас Готелф с цел да получи финансовата подкрепа на патриота и покровител Ян Круски.
- Poslední Čech (роман, 1844) – „Последният чех“, неуспешен роман за денационализираното благородство. Граф Веленски е смятан за последния чех и иска нацията да придобие сина си, който се дистанцира от нацията. Накрая ще го направи. Тук се разглежда генералните проблеми и в тази работа доминират романтичните елементи над реалистичните. Тя е предмет на критиките на Карел Хавличек Боровски. (Националната библиотека на Чехия)

### Малки произведения
- České garanáty (сатира, 1844) – Чешки гранат (Националната библиотека на Чехия)
- Pomněnky z roztěže (сатира, 1844) – Забравена за разширяване (Националната библиотека на Чехия)
- Kusy mého srdce (автобиография) – Книги от сърцето ми
- S poctivostí nejdál dojdeš (очерк) – С честност ще дойдеш
- Zloděj (очерк) – Крадец
- Karbaník a jeho milá (очерк, 1850) – Карбаник и неговата скъпа (Националната библиотека на Чехия)
- Braniboři v Čechách (очерк, 1847) – Бранденбургер в Бохемия (Националната библиотека на Чехия)
- Rozervanec (очерк, 1840) – Измъчена душа, (Rozervanec е дума, която Тил измисля); осъждане на романтичните нагласи към живота, критика на Карел Хинек Мача (Националната библиотека на Чехия)

1. ↑  jk01140553 //   Посетен на 30 август 2020 г.
2. 1 2  jo2017961241 //   Посетен на 30 август 2020 г.